# 지포스 6 시리즈

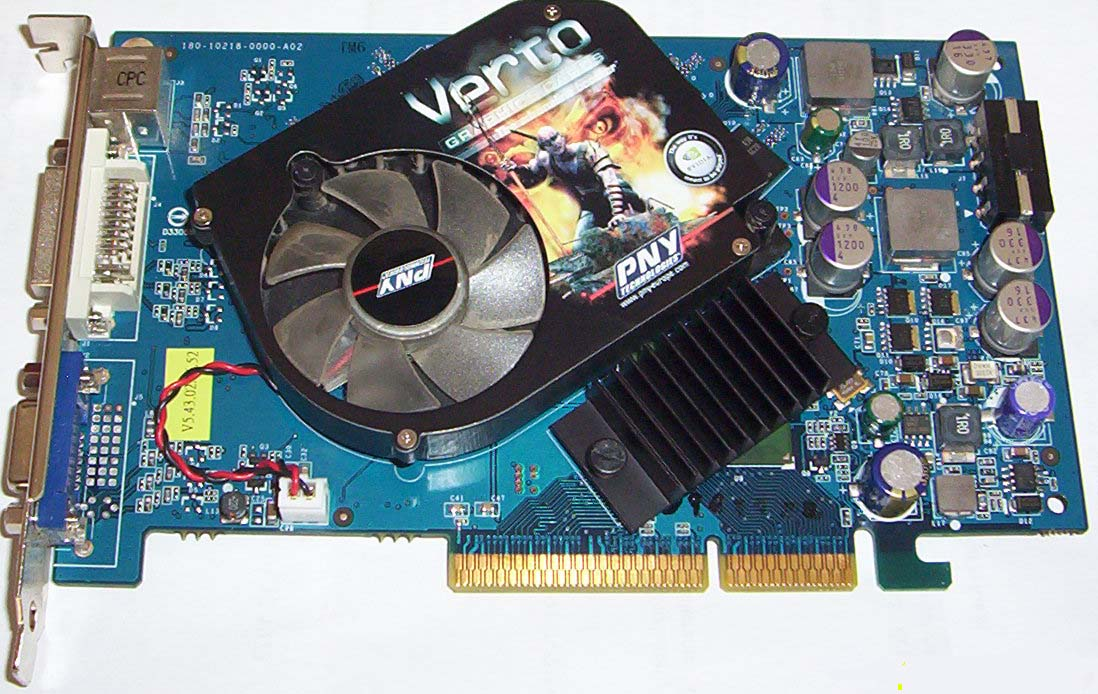
엔비디아 NV43 AGP - 지포스 6600GT

지포스 6 시리즈(GeForce 6 Series, 코드이름 NV40)는 엔비디아의 지포스 그래픽 처리 장치 계열의 6세대 제품이다. 2004년 4월 14일에 출시된 지포스 6 제품군은 비디오용 퓨어비디오 후처리, SLI 기술, 셰이더 모델 3.0 지원(마이크로소프트 DirectX 9.0c 사양 및 OpenGL 2.0 준수)을 도입했다.

## 지포스 6 시리즈 기능

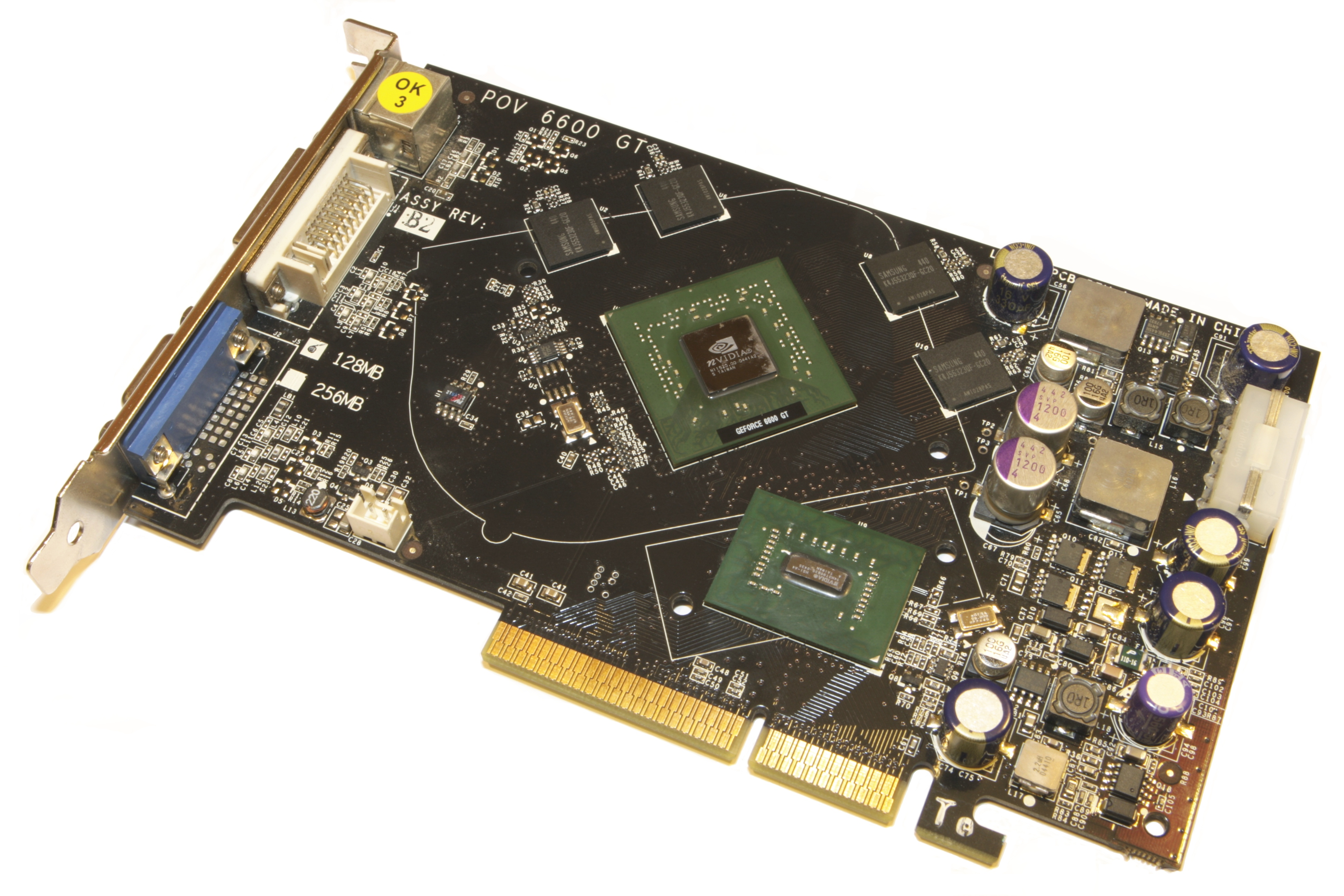
지포스 6600 GT AGP

### SLI
SLI(스케일러블 링크 인터페이스)는 동일한 유형의 지포스 6 카드 두 장을 직렬로 연결할 수 있게 한다. 드라이버 소프트웨어는 카드 간의 작업 부하를 분산한다. SLI 기능은 지포스 6 제품군 중 6500 이상 모델에 한정된다. SLI는 PCI 익스프레스 버스를 사용하는 카드에서만 사용할 수 있다.

### 엔비디아 퓨어비디오 기술
엔비디아 퓨어비디오 기술은 전용 비디오 처리 코어와 소프트웨어가 결합되어 H.264, VC-1, WMV, MPEG-2 비디오를 CPU 사용률을 줄여 디코딩한다.

### 셰이더 모델 3.0
엔비디아는 GPU에 셰이더 모델 3.0(SM3) 기능을 최초로 제공했다. SM3는 여러 면에서 SM2를 확장한다. 표준 FP32(32비트 부동소수점) 정밀도, 동적 분기, 향상된 효율성 및 더 긴 셰이더 길이가 주요 추가 사항이다. 셰이더 모델 3.0은 SM 2.0/2.0A/2.0B로 코딩된 기존 셰이더를 버전 3.0으로 변환하는 것이 매우 간단했고, 전체 지포스 6 라인에서 눈에 띄는 성능 향상을 제공했기 때문에 게임 개발자들이 빠르게 채택했다.

### 주의사항
퓨어비디오 기능은 모델에 따라 다르며, 일부 모델은 WMV9 및 H.264 가속이 부족하다.
또한 일부 VIA 및 SIS 칩셋과 AMD 애슬론 XP 프로세서를 사용하는 메인보드는 지포스 6600 및 6800 GPU와 호환성 문제가 있는 것으로 보인다. 알려진 문제로는 프리징, 아티팩트, 재부팅 등이 있으며, 이로 인해 게임 및 3D 응용 프로그램 사용이 거의 불가능해진다. 이러한 문제는 Direct3D 기반 응용 프로그램에서만 발생하는 것으로 보이며, OpenGL에는 영향을 미치지 않는다.

### 지포스 6 시리즈 비교

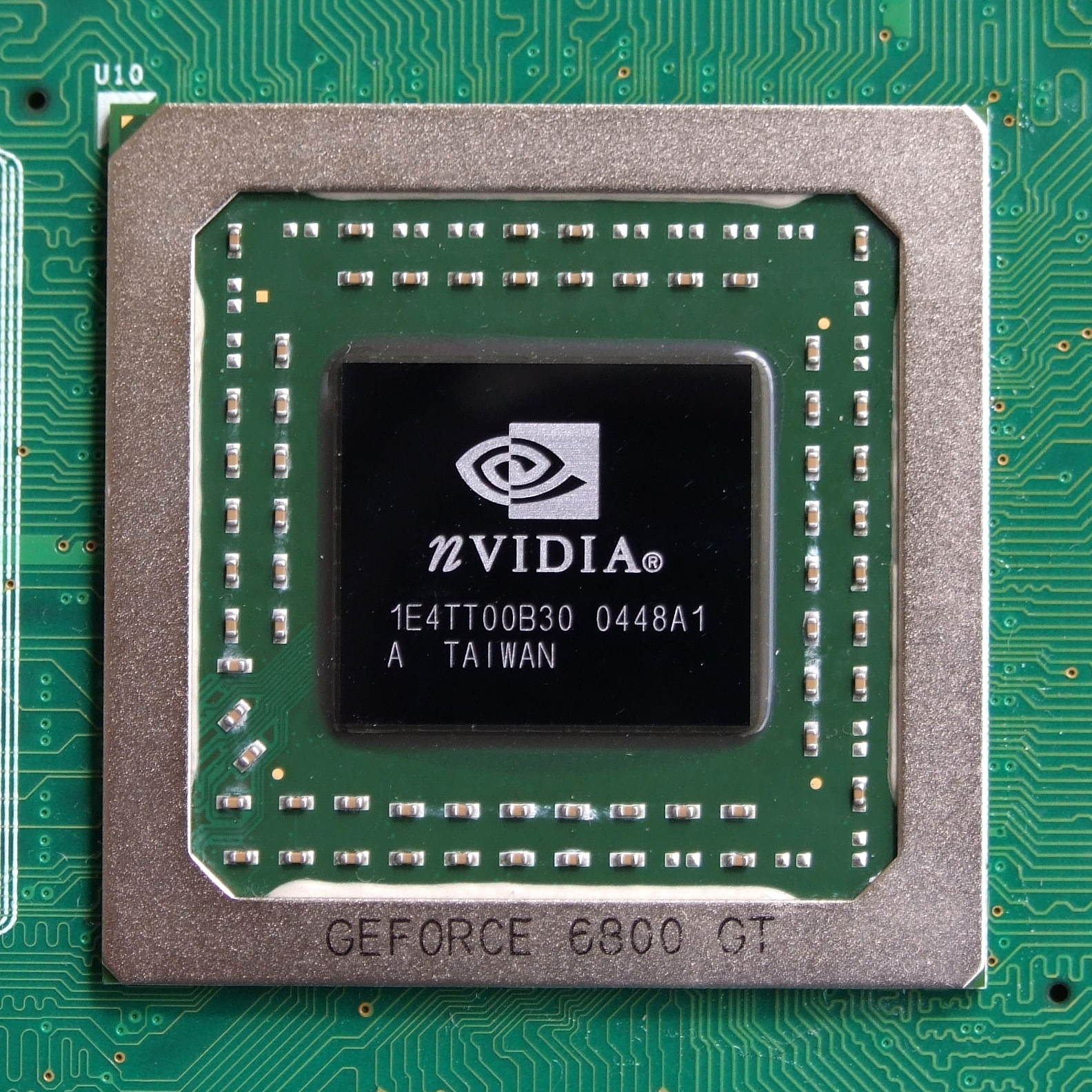
엔비디아 NV40 GPU

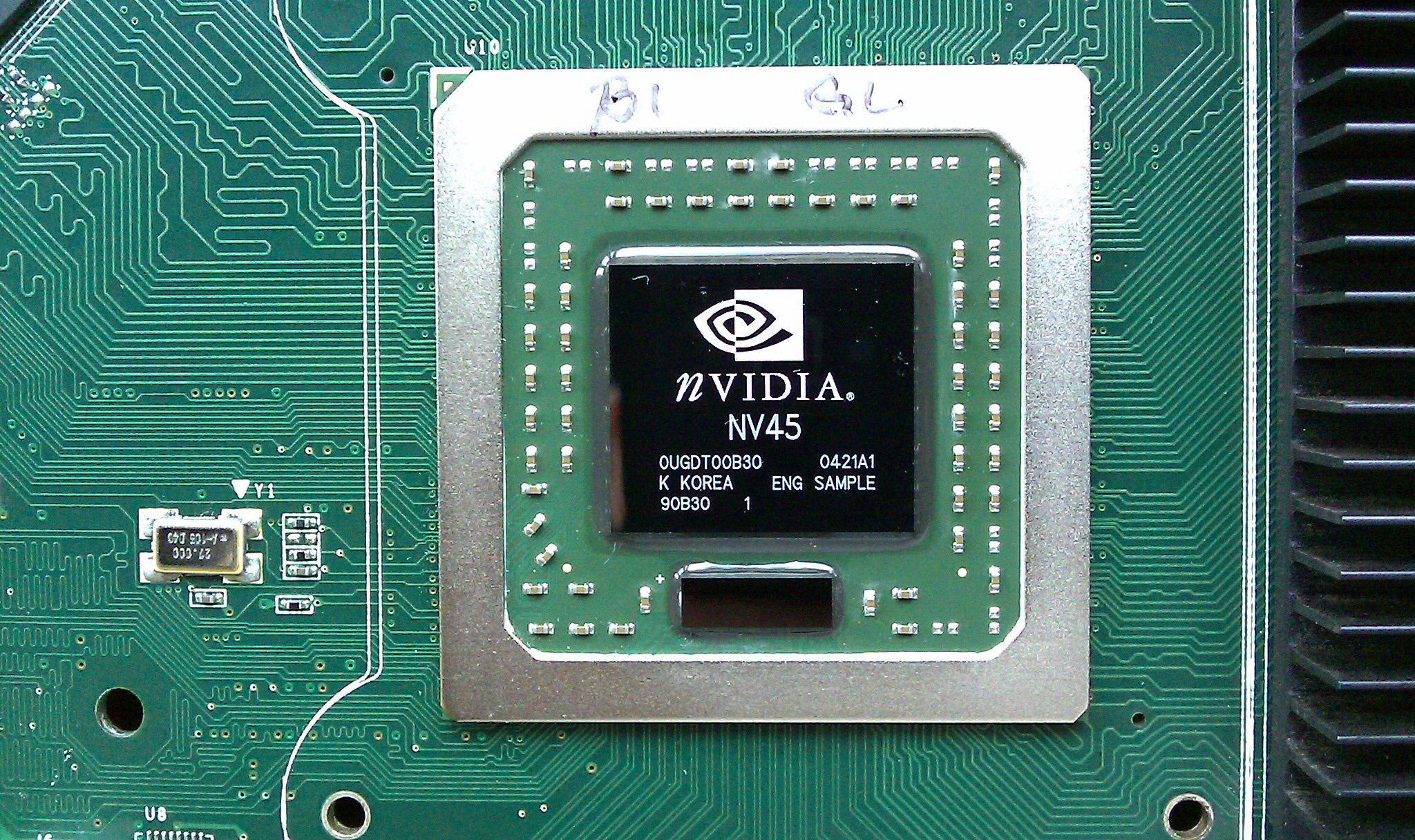
엔비디아 NV45 GPU

다음은 출시된 "지포스 6" 시리즈 제품군이 엔비디아의 이전 주력 GPU인 지포스 FX 5950 울트라와 당시 새로 출시된 ATI의 라데온 X800 및 X850 시리즈의 비교 가능한 유닛과 어떻게 비교되는지 나타낸 것이다.
|                              | GeForce FX 5950 Ultra | GeForce 6200 TC-32 | GeForce 6600 GT           | GeForce 6800 Ultra | ATI Radeon X800 XT PE | ATI Radeon X850 XT PE |
| ---------------------------- | --------------------- | ------------------ | ------------------------- | ------------------ | --------------------- | --------------------- |
| 트랜지스터 수                | 1억 3천 5백만         | 7천 7백만          | 1억 4천 6백만             | 2억 2천 2백만      | 1억 6천만             | 1억 6천만             |
| 제조 공정                    | 0.13 μm               | 0.11 μm            | 0.11 μm                   | 0.13 μm            | 0.13 μm low-k         | 0.13 μm low-k         |
| 다이 면적 (mm²)              | ~200                  | 110                | 156                       | 288                | 288                   | 297                   |
| 코어 클럭 속도 (MHz)         | 475                   | 350                | 500                       | 400                | 520                   | 540                   |
| 픽셀 셰이더 프로세서 수      | 4                     | 4                  | 8                         | 16                 | 16                    | 16                    |
| 픽셀 파이프 수               | 4                     | 4                  | 8                         | 16                 | 16                    | 16                    |
| 텍스처링 유닛 수             | 8(16*)                | 4                  | 8                         | 16                 | 16                    | 16                    |
| 버텍스 파이프라인 수         | 3*                    | 3                  | 3                         | 6                  | 6                     | 6                     |
| 최대 픽셀 필레이트(이론상)   | 1.9 기가픽셀/초       | 700 메가픽셀/초    | 2.0 기가픽셀/초           | 6.4 기가픽셀/초    | 8.32 기가픽셀/초      | 8.64 기가픽셀/초      |
| 최대 텍스처 필레이트(이론상) | 3.8 기가텍셀/초       | 1.4 기가텍셀/초    | 4.0 기가텍셀/초           | 6.4 기가텍셀/초    | 8.32 기가텍셀/초      | 8.64 기가텍셀/초      |
| 메모리 인터페이스            | 256비트               | 64비트             | 128비트                   | 256비트            | 256비트               | 256비트               |
| 메모리 클럭 속도             | 950 MHz DDR           | 700 MHz DDR2       | 1.0 GHz / 950 MHz** GDDR3 | 1.1 GHz GDDR3      | 1.12 GHz GDDR3        | 1.18 GHz GDDR3        |
| 최대 메모리 대역폭 (GiB/s)   | 30.4                  | 5.6                | 16.0 / 14.4**             | 35.2               | 35.84                 | 37.76                 |

(*) 지포스 FX 시리즈는 어레이 기반 버텍스 셰이더를 가지고 있다.
(**) AGP 6600 GT 변형.

## 지포스 6800 시리즈

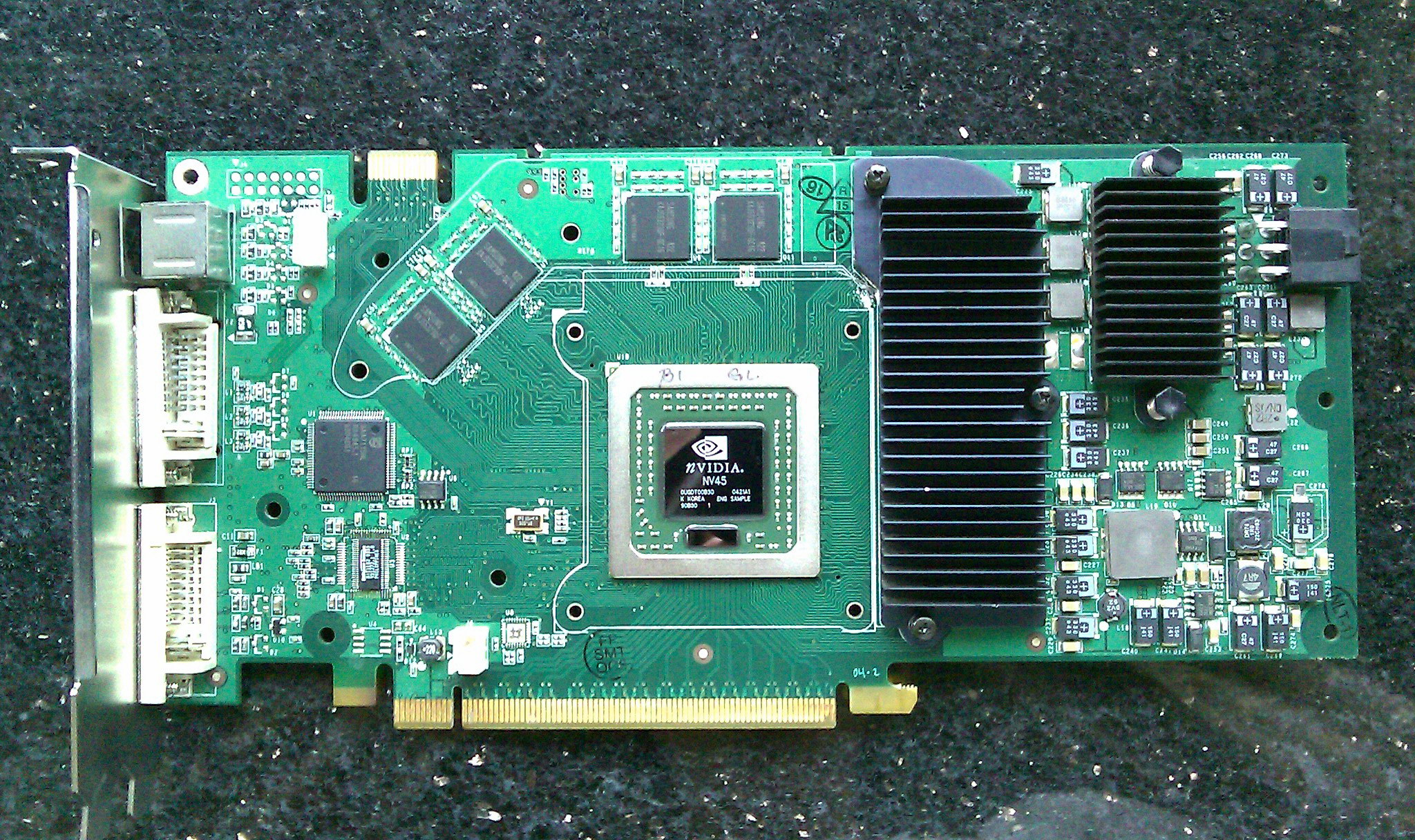
지포스 6800 울트라 PCI-e 512MiB GDDR3

지포스 6 제품군의 첫 번째 제품군인 6800 시리즈는 고성능 게임 시장을 겨냥했다. 최초의 지포스 6 모델인 16 픽셀 파이프라인 지포스 6800 울트라(NV40)는 엔비디아의 이전 최고급 제품(지포스 FX 5950 울트라)보다 2배에서 2.5배 빨랐고, 픽셀 파이프라인 수가 4배, 텍스처 유닛 수가 2배 늘었으며, 훨씬 개선된 픽셀 셰이더 아키텍처를 추가했다. 그럼에도 불구하고 6800 울트라는 FX 5950과 동일한 (IBM) 130 나노미터 공정 노드에서 제조되었으며, 전력 소비는 약간 더 적었다.
2004년까지의 모든 엔비디아 GPU와 마찬가지로, 초기 6800 모델들은 AGP 버스용으로 설계되었다. 엔비디아는 나중에 AGP-PCIe 브리지 칩을 사용하여 지포스 6 제품에 PCI 익스프레스(PCIe) 버스 지원을 추가했다. 6800 GT 및 6800 울트라의 경우, 엔비디아는 NV45라는 NV40 칩 변형을 개발했다. NV45는 NV40과 동일한 다이 코어를 공유하지만, 칩 패키지에 AGP-PCIe 브리지를 내장한다. (내부적으로 NV45는 PCIe 메인보드와 인터페이스할 수 있도록 버스 변환 로직이 추가된 AGP NV40이다. 외부적으로 NV45는 상단에 두 개의 별도 실리콘 다이가 명확하게 보이는 단일 패키지이다.) NV48은 512MiB RAM을 지원하는 NV45 버전이다.
AGP-PCIe 브리지 칩을 사용하면 기본 AGP GPU가 PCIe가 제공하는 추가 대역폭을 활용할 수 없으므로 기본 PCIe 칩에 비해 불리할 것이라는 우려가 처음에는 있었다. 그러나 벤치마킹 결과 AGP 4배속도 대부분의 현대 게임에서 성능이 크게 향상되지 않을 정도로 충분히 빠르며, PCIe가 제공하는 추가 대역폭 증가는 대체로 불필요하다는 것이 밝혀졌다. 또한 엔비디아의 온보드 AGP 구현은 AGP 12배속 또는 16배속으로 클럭되어, 실제로 대역폭이 필요한 드문 상황에서는 PCIe와 비슷한 대역폭을 제공한다.
브리지 칩을 사용하면 엔비디아는 PCIe 인터페이스용으로 재설계할 필요 없이 PCIe 그래픽 카드의 전체 제품군을 출시할 수 있었다. 나중에 엔비디아의 GPU가 기본적으로 PCIe를 사용하도록 설계되었을 때, 양방향 브리지 칩을 통해 AGP 카드에서도 사용할 수 있었다.
처음에는 브리지 칩에 대해 비판적이었던 ATI도 결국 자체 카드용으로 유사한 솔루션(Rialto로 알려짐)을 설계했다.
엔비디아의 전문가용 쿼드로 제품군에는 6800 시리즈에서 파생된 제품들이 포함되어 있다: Quadro FX 4000 (AGP) 및 Quadro FX 3400, 4400, 4400g (모두 PCI 익스프레스). 6800 시리즈는 지포스 Go 6800 및 Go 6800 울트라 GPU와 함께 노트북에도 통합되었다.

### 퓨어비디오 및 AGP 지포스 6800
퓨어비디오는 멀티미디어 비디오 지원 수준을 MPEG-2 비디오 디코딩에서 더 고급 코덱(MPEG-4, WMV9) 디코딩, 향상된 후처리(고급 비월 주사 해제), 인코딩을 위한 제한된 가속으로 확장했다. 그러나 아이러니하게도 퓨어비디오를 제공하는 첫 번째 지포스 제품인 AGP 지포스 6800/GT/울트라는 퓨어비디오의 모든 광고 기능을 지원하지 못했다.
WMV-가속을 지원하는 미디어 플레이어 소프트웨어(WMP9)는 6800 출시 후 몇 달이 지나서야 출시되었다. 사용자 및 웹 보고서에 따르면 퓨어비디오가 활성화된 지포스와 퓨어비디오가 아닌 카드 간에는 차이가 거의 없거나 전혀 없었다. 엔비디아가 업데이트된 드라이버를 약속한 후 오랜 기간 동안 공개적으로 침묵하고, 사용자들이 수집한 테스트 벤치마크로 인해 사용자 커뮤니티는 AGP 6800 퓨어비디오 유닛의 WMV9 디코더 구성 요소가 작동하지 않거나 의도적으로 비활성화되었다고 결론 내렸다.
2005년 후반, 엔비디아 웹사이트 업데이트는 마침내 사용자 커뮤니티에서 오랫동안 의심해왔던 것, 즉 WMV 가속이 AGP 6800에서 사용할 수 없음을 확인했다.
물론, 오늘날의 컴퓨터는 하드웨어 가속 없이도 WMV9 비디오 및 MPEG-4, H.264 또는 VP8과 같은 다른 정교한 코덱을 재생하고 디코딩할 수 있을 만큼 충분히 빠르며, 따라서 퓨어비디오와 같은 것이 필요하지 않게 되었다.

### 지포스 6 시리즈 일반 기능

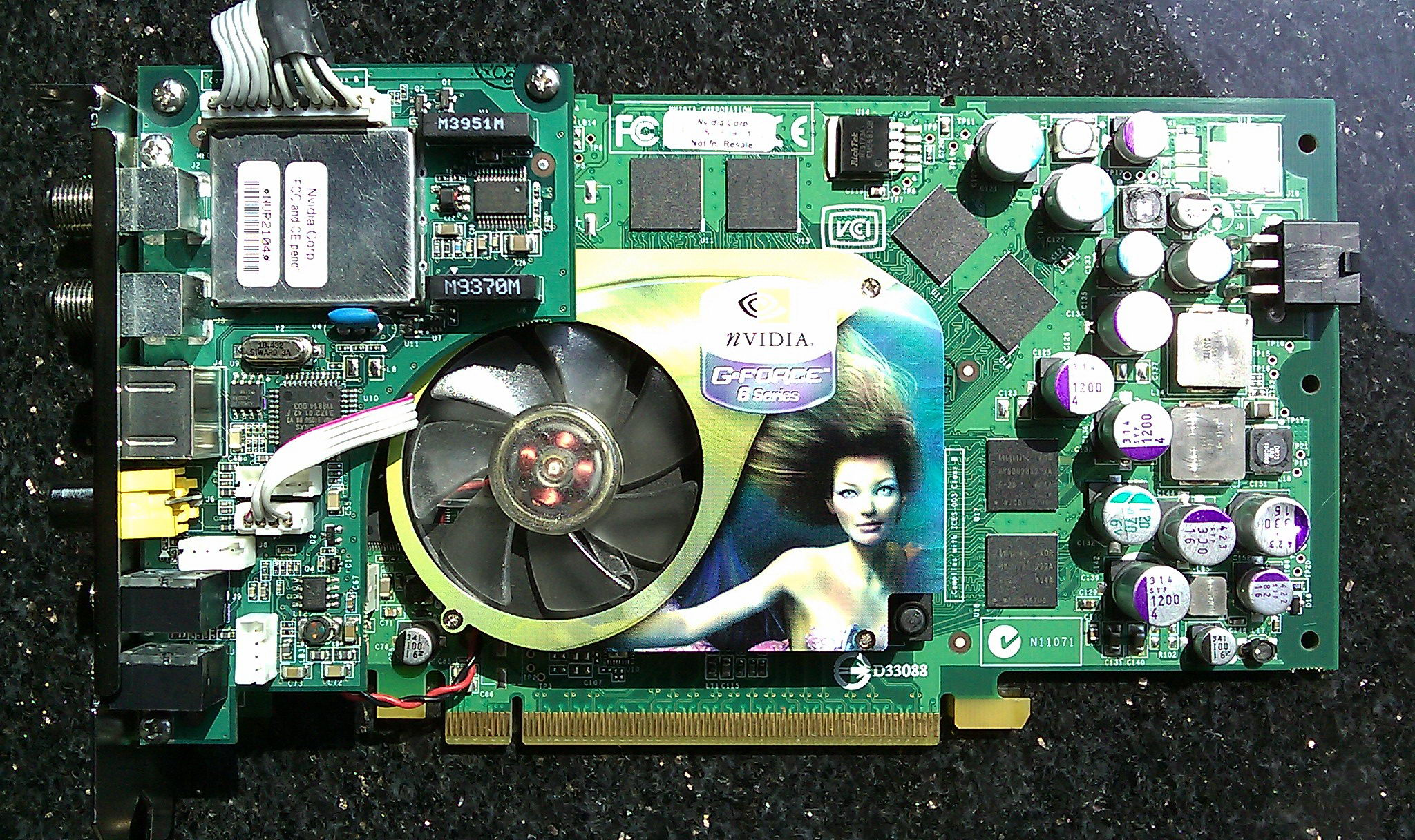
지포스 6800 Personal Cinema

- 4, 8, 12, 또는 16 픽셀-파이프라인 GPU 아키텍처
- 이전 세대에 비해 최대 8배 향상된 셰이딩 성능
- CineFX 3.0 엔진 - DirectX 9 셰이더 모델 3.0 지원
- 온칩 비디오 프로세서 (퓨어비디오)
- GPU 수준에서 전체 MPEG-2 인코딩 및 디코딩 (퓨어비디오)
- 고급 적응형 비월 주사 해제 (퓨어비디오)
- 256비트 폭 메모리 인터페이스의 DDR 및 GDDR-3 메모리
- UltraShadow II 기술 - NV35 (지포스 FX 5900)보다 3~4배 빠름
- 고정밀 동적 범위 (HPDR) 기술
- 전체 파이프라인을 통한 128비트 스튜디오 정밀도 - 부동 소수점 32비트 색상 정밀도
- IntelliSample 4.0 기술 - 16배 비등방성 필터링, 회전 그리드 안티에일리어싱 및 투명도 안티에일리어싱 (자세한 내용은 여기 참조)
- 최대 디스플레이 해상도 2048x1536@85 Hz
- 비디오 스케일링 및 필터링 - HDTV 해상도까지 HQ 필터링 기술
- 통합 TV 인코더 - 최대 1024x768 해상도 TV 출력
- OpenGL 2.0 최적화 및 지원
- DVC 3.0 (디지털 바이브런스 컨트롤)
- 2048x1536 @ 85 Hz까지 QXGA 디스플레이를 지원하는 듀얼 400 MHz RAMDAC
- 일부 모델의 듀얼 DVI 출력 (구현은 카드 제조업체에 따라 다름)

### 6800 칩셋 테이블
| 보드 이름     | 코어 유형                 | 코어 (MHz)  | 메모리 (MHz) | 파이프라인 구성 | 버텍스 프로세서 | 메모리 인터페이스 |
| ------------- | ------------------------- | ----------- | ------------ | --------------- | --------------- | ----------------- |
| 6800 Ultra    | NV40/NV45/NV48            | 400         | 550          | 16              | 6               | 256비트           |
| 6800 GT       | NV40/NV45/NV48            | 350         | 500          | 16              | 6               | 256비트           |
| 6800 XT       | NV42                      | 450         | 600          | 12              | 5               | 256비트           |
| 6800 GTS      | NV42                      | 425         | 500          | 12              | 5               | 256비트           |
| 6800 GS       | NV40                      | 350         | 500          | 12              | 5               | 256비트           |
| 6800 GTO      | NV40/NV45                 | 350         | 450          | 12              | 5               | 256비트           |
| 6800          | NV40/NV41/NV42            | 325         | 300/350      | 12              | 5               | 256비트           |
| 6800 Go       | NV41M                     | 300         | 300          | 12              | 5               | 256비트           |
| 6800 Go Ultra | NV41M(0.13u)/NV42M(0.11u) | 450         | 600          | 12              | 5               | 256비트           |
| 6800 XE       | NV40                      | 275/300/325 | 266/350      | 8               | 3               | 128비트           |
| 6800 LE       | NV40                      | 300         | 350          | 8               | 4               | 256비트           |

### 내용주
- 제한된 수량의 지포스 6800 Ultra Extreme Edition[5]은 450 MHz 코어 클럭과 (일반적으로) 1200 MHz 메모리 클럭으로 출시되었지만,[6] 그 외에는 일반적인 6800 Ultra와 동일했다.
- 지포스 6800 GS는 파이프라인이 적고 더 작은 공정(130 nm 대신 110 nm)에서 제조되어 제조 비용이 저렴하고 권장 소매가가 지포스 6800 GT보다 낮지만, 코어 클럭이 더 빠르기 때문에 성능은 비슷하다. 그러나 AGP 버전은 원래 NV40 칩과 6800 GT 회로 기판을 사용하며 비활성 픽셀 및 버텍스 파이프라인이 잠금 해제될 가능성이 있다. 하지만 PCI 익스프레스 버전은 해당 기능이 아예 없어 이러한 수정이 불가능하다.
- 6800 GTO(OEM 카드로만 생산됨)에는 잠금 해제될 가능성이 있는 4개의 마스킹된 픽셀 파이프라인과 1개의 마스킹된 버텍스 셰이더가 포함되어 있다.
- 지포스 6800은 종종 비공식적으로 "지포스 6800 바닐라" 또는 "지포스 6800 NU"(Non-Ultra의 약자)로 불려 다른 모델과 구별된다. 최근의 PCIe 변형은 NV41 (IBM 0.13 마이크로미터) 또는 NV42 (TSMC 0.11 마이크로미터) 코어를 사용하며, 이는 네이티브 PCIe 구현으로 통합된 AGP 브리지 칩이 없다. 비디오 카드의 AGP 버전은 잠금 해제될 가능성이 있는 4개의 마스킹된 픽셀 파이프라인과 1개의 마스킹된 버텍스 셰이더를 포함한다. PCI-익스프레스 6800 카드는 마스킹된 픽셀 파이프라인과 버텍스 버퍼가 존재하지 않으므로 이러한 수정이 불가능하다.
- 6800 XT는 제조사에 따라 크게 다르다. 3가지 코어(NV40/NV41/NV42), 4가지 메모리 구성(128 MiB DDR, 256 MiB DDR, 128 MiB GDDR3, 256 MiB GDDR3, 512 MiB GDDR2)으로 생산되며, 클럭 속도는 300~425 MHz(코어)와 600~1000 MHz(메모리) 범위이다. NV40 코어를 기반으로 하는 6800 XT 카드는 8개의 마스킹된 픽셀 파이프라인과 2개의 마스킹된 버텍스 셰이더를 포함하며, NV42 코어를 기반으로 하는 카드는 4개의 마스킹된 파이프라인과 1개의 마스킹된 셰이더를 포함한다(어떤 이유에서인지 NV42 카드는 거의 잠금 해제될 수 없다. 파이프라인이 레이저로 절단되었다는 추측이 있다).
- 6800 LE에는 잠금 해제될 가능성이 있는 8개의 마스킹된 픽셀 파이프라인과 2개의 마스킹된 버텍스 셰이더가 포함되어 있다.
- AGP 버전의 6800 시리즈는 어도비 리더/아크로뱃 9.0에서 2D 가속을 지원하지 않는다. 하지만 지포스 AGP 6600 및 PCI-e 6800 버전은 지원한다.[7]

## 지포스 6600 시리즈

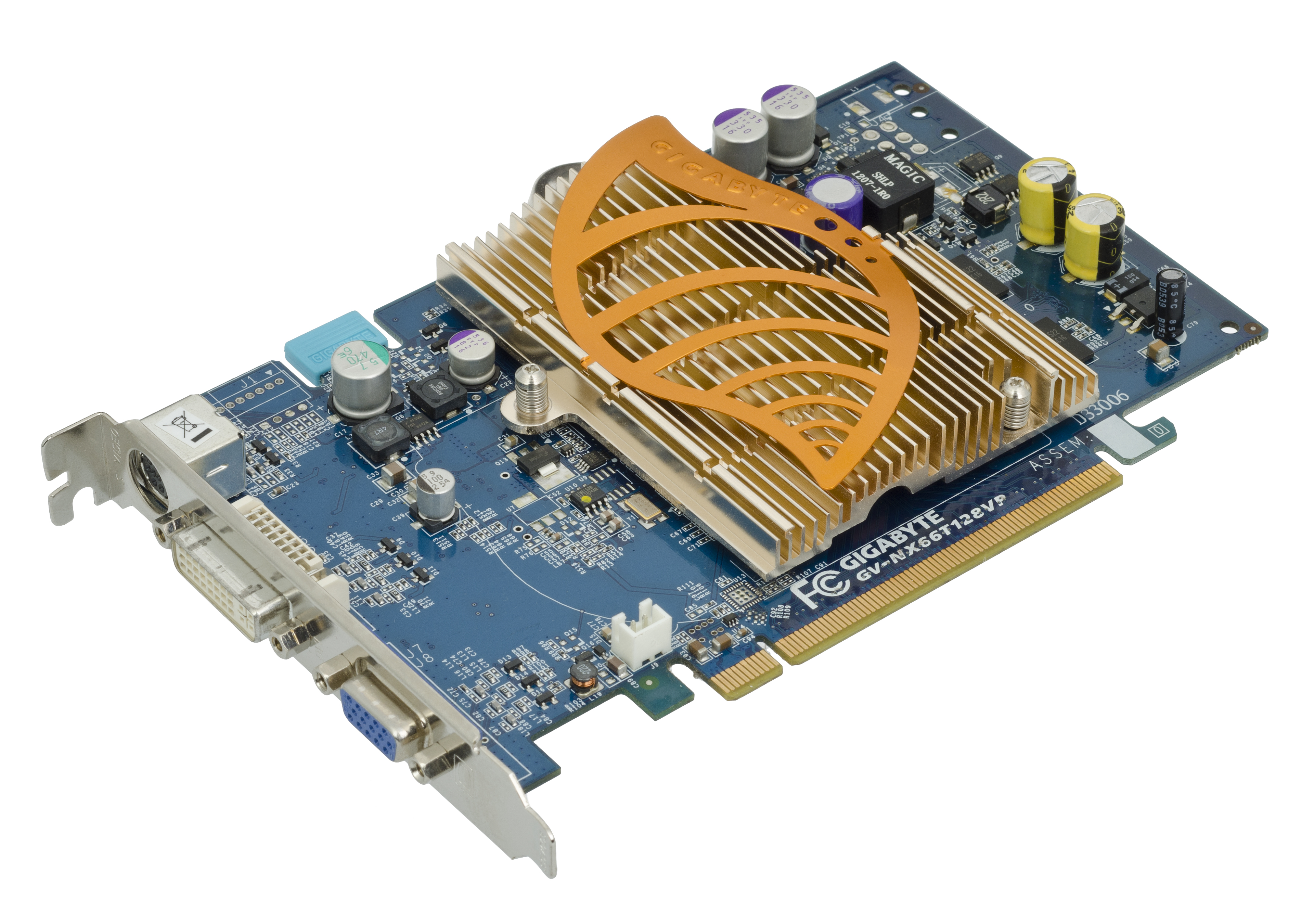
기가바이트 6600 GT PCI 익스프레스 카드

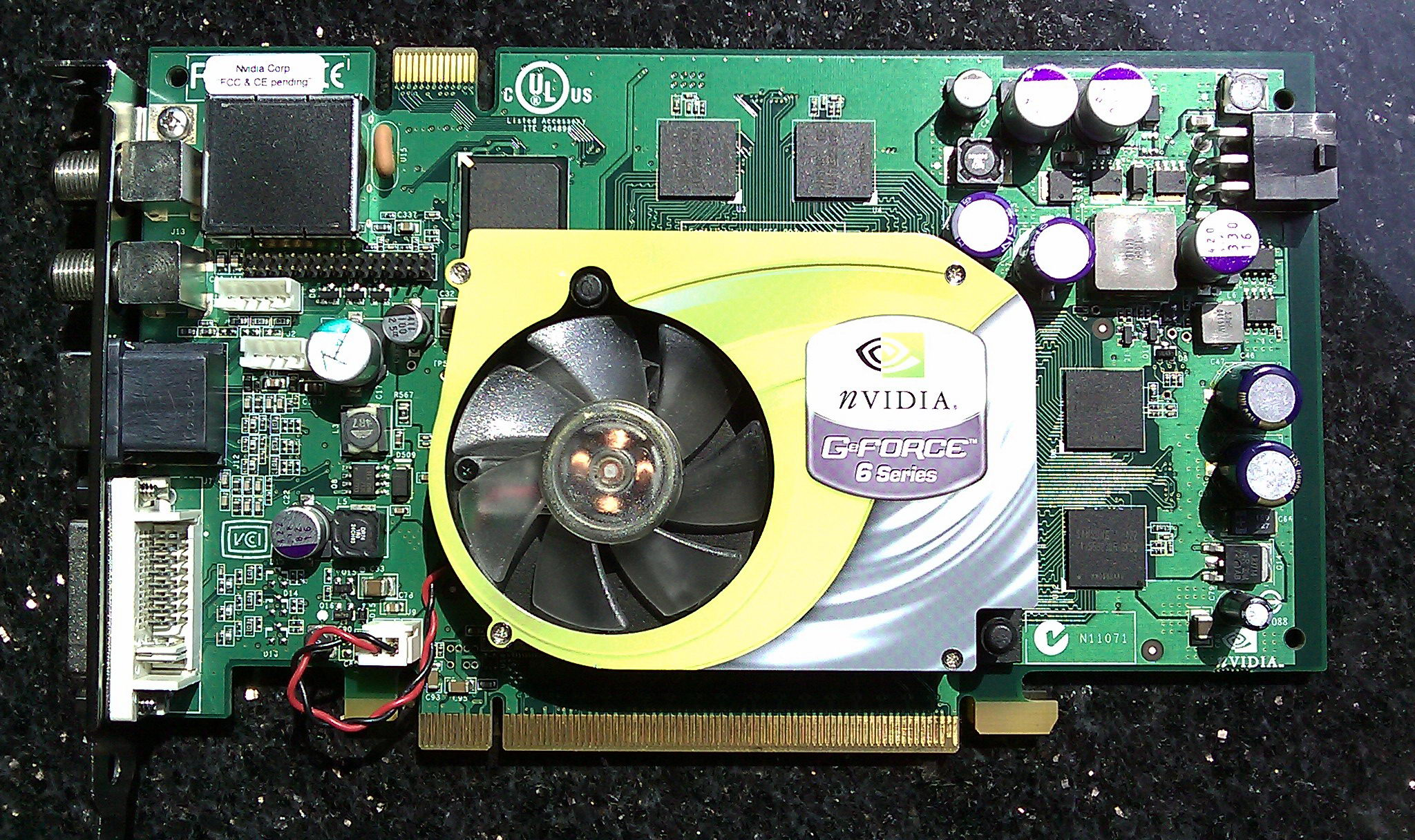
지포스 6600 GT Personal Cinema

지포스 6600(NV43)은 6800 Ultra 출시 몇 달 후인 2004년 8월 12일에 공식 출시되었다. 6800 GT의 절반에 해당하는 픽셀 파이프라인과 버텍스 셰이더, 더 작은 128비트 메모리 버스를 갖춘 저성능 저가형 6600은 지포스 6 시리즈의 주류 제품이다. 6600 시리즈는 SLI를 포함하여 6800 시리즈의 핵심 렌더링 기능을 유지한다. 더 적은 렌더링 유닛을 갖춘 6600 시리즈는 더 강력한 6800 시리즈보다 픽셀 데이터를 더 느린 속도로 처리한다. 그러나 하드웨어 자원의 감소와 TSMC의 110 nm 제조 공정(6800의 130 nm 공정 대비)으로의 전환은 엔비디아가 6600을 제조하는 데 비용이 덜 들고 고객이 구매하는 데 비용이 덜 들게 한다.
6600 시리즈는 현재 지포스 6600LE, 6600, 6600GT(느린 순서에서 빠른 순서)의 세 가지 변형이 있다. 6600 GT는 지포스 FX 5950 Ultra 또는 라데온 9800 XT보다 훨씬 좋은 성능을 보여주며, 3DMark03에서 약 8000점을 기록한 반면 지포스 FX 5950 Ultra는 약 6000점을 기록했으며 가격도 훨씬 저렴하다. 특히 6600 GT는 인기 게임 둠 3를 실행할 때 2004년 12월 이전 드라이버를 사용하면 ATI의 하이엔드 X800 PRO 그래픽 카드와 동일한 성능을 제공했다. 또한 대부분의 시나리오에서 안티에일리어싱 없이 게임을 실행할 때 상위 모델인 지포스 6800과 거의 비슷하게 빨랐다.
출시 당시 6600 제품군은 PCI 익스프레스 형태로만 제공되었다. AGP 모델은 약 한 달 뒤 엔비디아의 AGP-PCIe 브리지 칩을 통해 출시되었다. 대부분의 AGP 지포스 6600GT는 메모리 클럭이 900 MHz로 PCI-e 카드보다 100 MHz 느리며, PCI-e 카드는 메모리가 1000 MHz로 작동한다. 이는 특정 게임을 플레이할 때 성능 저하에 기여할 수 있다. 그러나 메모리를 공칭 주파수인 1000 MHz로 "오버클럭"하는 것이 종종 가능했으며, 기본적으로 1000 MHz를 사용하는 AGP 카드(예: XFX 카드)도 있다.

### 6600 칩셋 테이블
| 보드 이름     | 코어 유형 | 코어 (MHz) | 메모리 (MHz) | 파이프라인 구성 | 버텍스 프로세서 | 메모리 인터페이스 |
| ------------- | --------- | ---------- | ------------ | --------------- | --------------- | ----------------- |
| 6700 XL       | NV43      | 525        | 1100         | 8               | 3               | 128비트           |
| 6600 GT GDDR3 | NV43      | 500        | 900/1000     | 8               | 3               | 128비트           |
| 6600 XL       | NV43      | 400        | 800          | 8               | 3               | 128비트           |
| 6600 DDR2     | NV43      | 350        | 800          | 8               | 3               | 128비트           |
| 6600          | NV43      | 300        | 500/550      | 8               | 3               | 128비트           |
| 6600 LE       | NV43      | 300        | 500          | 4               | 3               | 128비트           |

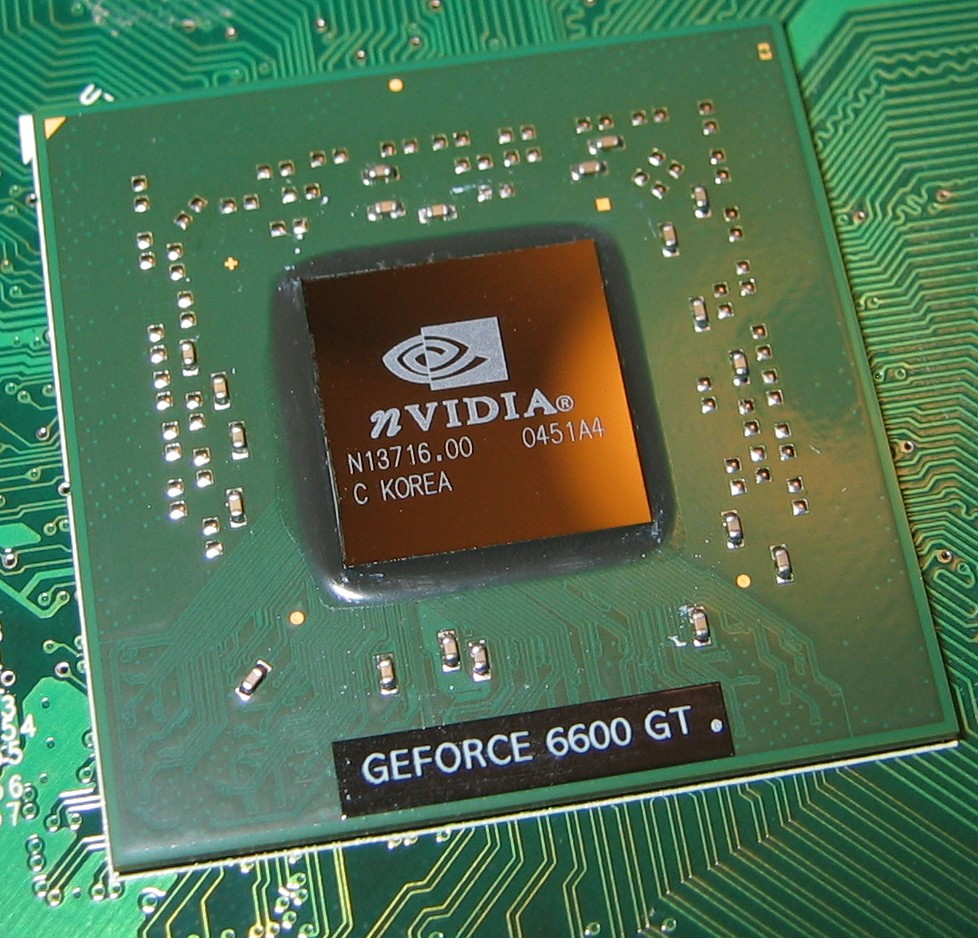
엔비디아 NV43 GPU

PCI 익스프레스 기반 카드에 대한 기타 데이터:
- 메모리 인터페이스: 128비트
- 메모리 대역폭: 16.0 GiB/s.
- 필레이트 (픽셀/초): 4.0억
- 초당 버텍스: 3억 7천 5백만
- 메모리 데이터 전송률: 1000 MHz
- 클럭당 픽셀 (최대): 8
- RAMDAC: 400 MHz

AGP 기반 카드에 대한 기타 데이터:
- 메모리 인터페이스: 128비트
- 메모리 대역폭: 14.4 GiB/s.
- 필레이트 (픽셀/초): 4.0억
- 초당 버텍스: 3억 7천 5백만
- 메모리 데이터 전송률: 900 MHz
- 클럭당 픽셀 (최대): 8
- RAMDAC: 400 MHz

## 지포스 6500
지포스 6500은 2005년 10월에 출시되었으며, 가치/보급형(저가형 또는 보급형) 지포스 6200TC와 동일한 NV44 코어를 기반으로 하지만, 더 높은 GPU 클럭 속도와 더 많은 메모리를 갖췄다. 지포스 6500도 SLI를 지원한다.

### 지포스 6500
- 코어 클럭: 450 MHz
- 메모리 클럭: 700 MHz
- 픽셀 파이프라인: 4
- ROP 수: 2
- 버텍스 프로세서: 3
- 메모리: 64비트 인터페이스의 128/256 MiB DDR
- 필레이트 (픽셀/초): 16억
- 초당 버텍스: 3억
- 유효 메모리 대역폭 (GiB/s): 13.44

## 지포스 6200

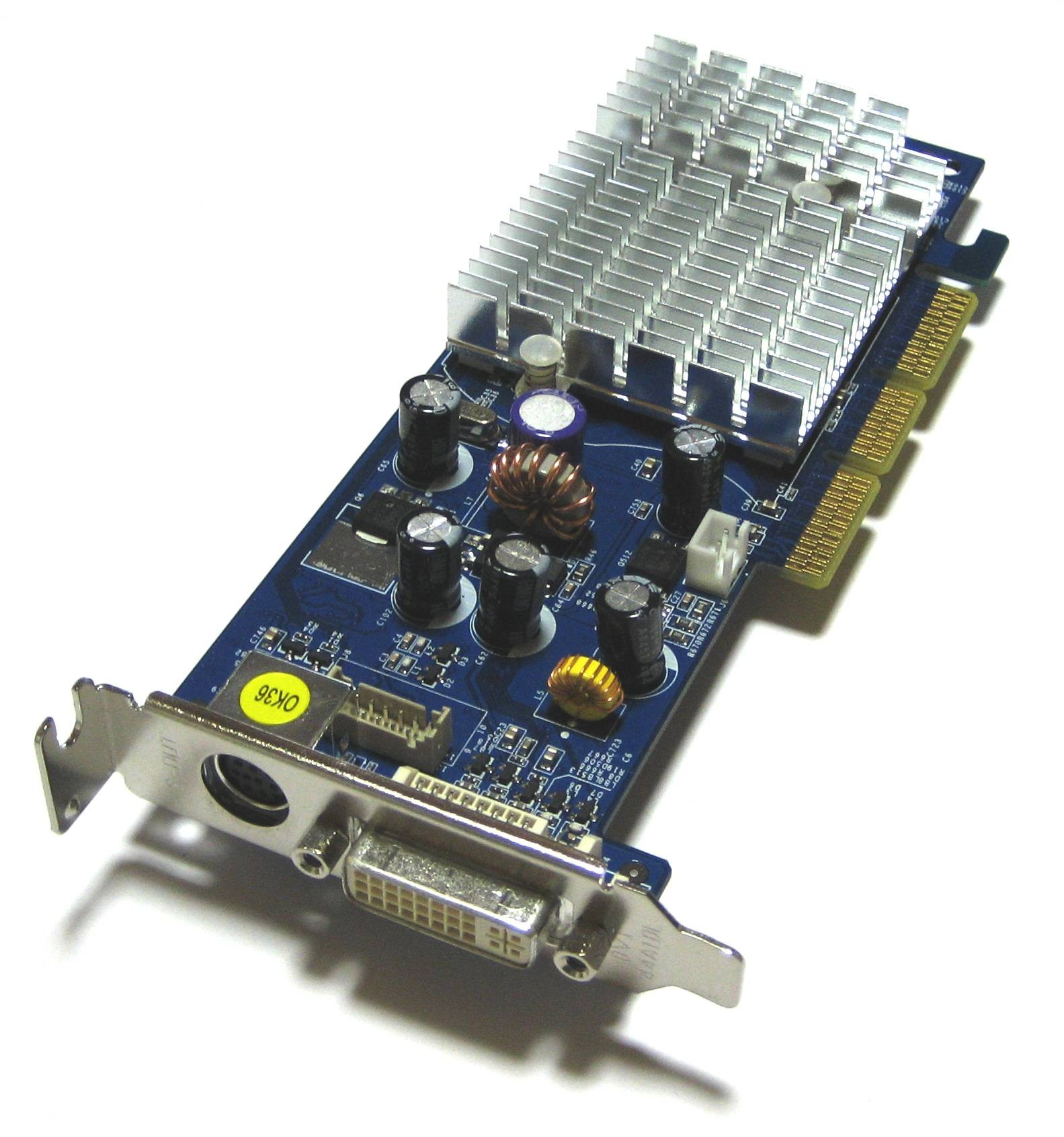
로우 프로파일 AGP 폼 팩터의 지포스 6200

4개의 픽셀 파이프라인만 갖춘 6200 시리즈는 엔비디아의 가치/보급형(저가형 또는 보급형) 제품을 구성한다. 6200은 메모리 압축 및 SLI 지원을 제외했지만, 그 외에는 6600과 유사한 렌더링 기능을 제공한다. 나중에 출시된 6200 보드는 NV44 코어를 기반으로 하며, 이는 6200 시리즈의 최종 생산 실리콘이다. 6200은 3.3V AGP 슬롯에 대한 키잉 기능을 제공하는 유일한 시리즈 카드이다(PNY와 같은 벤더의 일부 드문 고급 카드는 제외).
그러나 출시 당시에는 생산 실리콘이 아직 준비되지 않았다. 엔비디아는 선별/불량 6600 시리즈 코어(NV43V)를 배송하여 6200 주문을 충족했다. 이 불량 코어는 공장에서 4개의 픽셀 파이프라인을 비활성화하도록 수정되어 기본 6600 제품을 6200 제품으로 변환했다. 일부 사용자는 NV43 A2 또는 그 이전 리비전의 코어를 가진 보드를 소유한 경우 소프트웨어 유틸리티를 통해 초기 6200 보드를 "잠금 해제"할 수 있었다(6200을 전체 8개의 픽셀 파이프라인을 갖춘 6600으로 효과적으로 되돌림). 따라서 모든 NV43 기반 6200 보드가 성공적으로 잠금 해제될 수 있었던 것은 아니며(특히 코어 리비전이 A4 이상인 경우), NV44 생산 실리콘이 출시되자마자 엔비디아는 다운그레이드된 NV43V 코어의 배송을 중단했다.

### 지포스 6200 칩 사양

#### 지포스 6200
- 코어 클럭: 300 MHz
- 메모리 클럭: 550 MHz
- 픽셀 파이프라인: 4
- 버텍스 프로세서: 3
- 메모리: 64비트/128비트 인터페이스의 128/256/512 MiB[8] DDR

## 지포스 6200 터보캐시 / AGP
지포스 6200 터보캐시 / AGP (NV44/NV44a)는 NV43의 기본 4파이프라인 버전이다. 지포스 6200 터보캐시 카드는 (최신 기준으로는) 매우 적은 양의 메모리만을 가지고 있지만, PCI 익스프레스 버스를 통해 시스템 메모리를 사용하여 이를 보충하려고 한다.

### 지포스 6200 터보캐시 / AGP 칩 사양

#### 지포스 6200 PCI-익스프레스 (NV44) 터보캐시
- 코어 클럭: 350 MHz
- 메모리 클럭: 700 MHz
- 픽셀 파이프라인: 4
- ROP 수: 2
- 버텍스 프로세서: 3
- 메모리: 32비트/64비트/128비트 인터페이스의 16/32/64/128 MiB DDR
- 16 MiB 로컬 터보캐시(32비트)를 포함하여 128 MiB를 지원하는 지포스 6200 터보캐시
- 32 MiB 로컬 터보캐시(64비트)를 포함하여 128 MiB를 지원하는 지포스 6200 터보캐시
- 64 MiB 로컬 터보캐시(64비트)를 포함하여 256 MiB를 지원하는 지포스 6200 터보캐시
- 128 MiB 로컬 터보캐시(128비트)를 포함하여 256 MiB를 지원하는 지포스 6200 터보캐시

#### 지포스 6200 AGP (NV44a) 터보캐시 없음
- 코어 클럭: 350 MHz
- 메모리 클럭: 500 MHz
- 픽셀 파이프라인: 4
- ROP 수: 2
- 버텍스 프로세서: 3
- 메모리: 64비트 인터페이스의 128/256/512 MiB DDR 또는 DDR2

#### 지포스 6200 AGP (NV44a2) 터보캐시 없음
- 코어 클럭: 350 MHz
- 메모리 클럭: 540 MHz
- 픽셀 파이프라인: 4
- ROP 수: 2
- 버텍스 프로세서: 3
- 메모리: 128비트 인터페이스의 128/256 MiB DDR2
- 냉각: 수동 히트싱크

#### 지포스 6200 PCI (NV44) 터보캐시 없음
BFG 테크놀로지스는 원래 자사의 B.F.G. 및 3D Fuzion 제품 라인을 통해 지포스 6200의 독특한 PCI 변형을 출시했다. 이후 PNY (지포스 6200 256 MiB PCI), SPARKLE Computer (지포스 6200 128 MiB PCI 및 지포스 6200 256 MiB PCI), 그리고 eVGA (e-GeForce 6200 256 MiB PCI 및 e-GeForce 6200 512 MiB PCI)는 더 높은 메모리 클럭과 그에 따른 메모리 대역폭을 특징으로 하는 자체 PCI 버전의 지포스 6200을 출시했다.
ATI X1300 PCI 출시 전까지 이들은 이전 세대 지포스 FX 기술 또는 단종된 XGI 테크놀로지 Volari V3XT 칩셋을 기반으로 하지 않은 유일한 PCI DirectX 9 지원 카드였다.
SPARKLE의 지포스 8400 및 8500 시리즈, Zotac GT 610 카드, 그리고 2012년 후반의 Club 3D HD 5450 카드를 제외하면 강화된 512 MiB 지포스 6200 PCI 변형은 여전히 가장 강력한 PCI 기반 시스템 중 하나로 남아 있어 AGP 또는 PCI 익스프레스 기반의 개별 비디오 카드로 업그레이드할 옵션이 없는 사용자들에게 선호된다.
- 코어 클럭: 350 MHz
- 메모리 클럭: 400 MHz (BFG Technologies 6200 OC 410 MHz, PNY 및 EVGA 533 MHz)
- 픽셀 파이프라인: 4
- 메모리: 64비트 인터페이스의 512 (EVGA e-GeForce 6200 512 MiB PCI) / 256 (BFG Technologies 6200 OC PCI 및 EVGA e-Ge-Force 6200 PCI) / 128 (BFG Technologies 3DFuzion GeForce 6200 PCI) MiB DDR

## 지포스 6100 및 6150 시리즈
2005년 후반 엔비디아는 지포스 제품군에 새로운 구성원인 6100 시리즈(C51로도 알려져 있음)를 도입했다. 지포스 6100/6150이라는 용어는 실제로는 독립형 그래픽 카드와는 달리 통합 NV44 코어를 탑재한 엔포스4 기반 메인보드를 의미한다. 엔비디아는 엄청난 인기를 끌었던 지포스4 MX 기반 엔포스 및 엔포스2 보드를 잇는 후속작으로, 통합 그래픽 분야에서 ATI의 RS480/482 및 인텔의 GMA 900/950과 경쟁하기 위해 이 제품을 출시했다. 6100 시리즈는 매우 경쟁력이 있으며, 대부분의 벤치마크에서 ATI 제품과 동등하거나 약간 우위에 있다.
메인보드는 두 가지 유형의 사우스브리지를 사용한다. nForce 410과 nForce 430이다. 이들은 이전에 시장에 나와 있던 nForce4 Ultra 메인보드와 기능 면에서 상당히 유사하다. 둘 다 PCI 익스프레스 및 PCI 지원, 8개의 USB 2.0 포트, 통합 사운드, 2개의 병렬 ATA 포트, 그리고 Native Command Queuing (NCQ)을 지원하는 Serial ATA 3.0 Gibit/s를 제공한다. (410의 경우 2개의 SATA 포트, 430의 경우 4개). 430 사우스브리지는 엔비디아의 ActiveArmor 하드웨어 방화벽과 함께 기가비트 이더넷도 지원하는 반면, 410은 표준 10/100 이더넷만 지원한다.

### 지포스 6100 및 6150 시리즈 칩 사양
6100과 6150 모두 셰이더 모델 3.0 및 DirectX 9.0c를 지원한다. 6150은 H.264/VC1/MPEG2의 HD 비디오 디코딩, 퓨어비디오 처리, DVI 및 비디오 출력도 지원한다. 6100은 MPEG2/WMV9의 SD 비디오 디코딩만 지원한다. 최대 지원 해상도는 RGB 디스플레이의 경우 1920 × 1440 픽셀(@75 Hz), DVI-D 디스플레이의 경우 1600 × 1200 픽셀(@65 Hz)이다.

### 노트북 컴퓨터에서 지포스 61XX의 비정상적으로 높은 고장률
2008년에 엔비디아는 GPU가 "정상보다 높은 비율"로 고장났기 때문에 수익에서 1억 5천만 달러에서 2억 5천만 달러를 공제했다. HP는 이 문제의 영향을 받은 노트북에 대해 최대 24개월까지 보증 기간을 연장했다. Whatley Drake & Kallas LLC는 HP와 엔비디아를 상대로 집단 소송을 제기했다.

#### 지포스 6100
- 제조 공정: 90 nm
- 코어 클럭: 425 MHz
- 버텍스 프로세서: 1
- 픽셀 파이프라인: 2
- 셰이더 모델: 3
- DirectX 지원: v9.0c
- 비디오 재생 가속: MPEG2/WMV9의 SD 비디오 가속(HD 비디오 가속은 지원하지 않음)
- 출력: VGA만 해당
- 메모리: 공유 DDR/DDR2 (소켓 754/939/AM2) 시스템 메모리 (BIOS를 통해 선택 가능 - 보통 16/32/64/128/256 MiB)

#### 지포스 6150
- 제조 공정: 90 nm
- 코어 클럭: 475 MHz[12]
- 버텍스 프로세서: 1
- 픽셀 파이프라인: 2
- 셰이더 모델: 3
- DirectX 지원: v9.0c
- 비디오 재생 가속: H.264/VC1/MPEG2의 HD 비디오 가속
- 출력: VGA, DVI, RCA (비디오)
- 메모리: 공유 DDR2 (소켓 939/AM2) 시스템 메모리 (BIOS를 통해 선택 가능 - 보통 16/32/64/128/256 MiB)
- HT 버스(대역폭) = 최대 2000 MT/s

#### 지포스 6150LE
지포스 6150LE는 주로 2006년 엔비디아 비즈니스 플랫폼 라인업에 포함되었다. 이 칩은 후지쯔-지멘스 에스프리모 그린 데스크톱, HP 파빌리온 미디어 센터 a1547c 데스크톱 PC 및 컴팩 프레자리오 SR1915 데스크톱, 그리고 델 디멘션 C521 및 E521 데스크톱 PC에 사용된다.

#### 지포스 6150SE
지포스 6150SE (MCP61, C61으로도 알려짐)는 엔비디아 지포스 6100의 업데이트된 단일 칩 버전이다. MCP61은 원래 C51 2칩 버전의 6100보다 전력을 덜 소비한다. 온보드 비디오는 더 낮은 코어 주파수(425 MHz)에도 불구하고 추가된 하드웨어 Z-컬링 덕분에 많은 3D 벤치마크에서 6150을 능가한다.
MCP61은 SATA NCQ 구현에 버그를 도입했다. 그 결과, 엔비디아 직원이 리눅스에서 NCQ 작업을 비활성화하는 코드를 기여했다.
- 제조 공정: 90 nm
- 코어 클럭: 425 MHz
- HT 버스 = 최대 2000 MT/s
- 버텍스 프로세서: 1
- 픽셀 파이프라인: 2
- 셰이더 모델: 3
- DirectX 지원: v9.0c
- 출력: VGA만 해당

## IntelliSample 4.0 및 지포스 6 GPU
지포스 7 제품군 그래픽 처리 장치 출시 당시, 인텔리샘플 4.0은 지포스 7 시리즈 GPU의 독점 기능으로 간주되었다. 그러나 엔비디아 ForceWare 드라이버 버전 91.47(및 후속 버전)은 지포스 6 GPU에서 IntelliSample 4.0 기능을 활성화한다. IntelliSample 4.0은 투명도 슈퍼샘플링 안티에일리어싱 및 투명도 멀티샘플링 안티에일리어싱이라는 두 가지 새로운 안티에일리어싱 모드를 도입한다. 이러한 새로운 안티에일리어싱 모드는 다양한 게임에서 울타리, 나무, 식물 및 잔디와 같은 가는 선으로 된 물체의 이미지 품질을 향상시킨다.
지포스 6 GPU에 IntelliSample 4.0이 활성화된 한 가지 가능한 이유는 지포스 7100 GS GPU가 지포스 6200 모델과 동일한 NV44 칩을 기반으로 한다는 사실일 수 있다. 이 때문에 엔비디아는 IntelliSample 4.0 기능을 NV4x GPU로 백포트해야 했고, 그 결과 전체 지포스 6 제품군이 투명도 안티에일리어싱의 이점을 누릴 수 있게 되었다.
투명도 안티에일리어싱이 일부 타사 트윅 도구를 사용하여 지포스 6 GPU에서 사용될 수 있다는 것은 이미 다양한 커뮤니티에서 잘 알려져 있었다. 엔비디아 ForceWare 드라이버 175.16부터는 지포스 6 IntelliSample 4.0 지원이 제거되었다.

## 지포스 6 모델 정보
- 모든 모델은 투명도 AA (ForceWare 드라이버 버전 91.47부터) 및 퓨어비디오를 지원한다.

| 모델                              | 출시                                                                 | 암호명                       | 제조 (nm)   | 트랜지스터 (백만) 다이 크기 (mm2)            | 버스 인터페이스     | 코어 클럭 (MHz)      | 메모리 클럭 (MHz)               | 코어 구성  | 필레이트                 | 필레이트                 | 필레이트                 | 필레이트             | 메모리                                        | 메모리                          | 메모리                          | 메모리         | 성능 (GFLOPS) | TDP (와트) |
| 모델                              | 출시                                                                 | 암호명                       | 제조 (nm)   | 트랜지스터 (백만) 다이 크기 (mm2)            | 버스 인터페이스     | 코어 클럭 (MHz)      | 메모리 클럭 (MHz)               | 코어 구성  | MOperations/s            | MPixels/s                | MTexels/s                | MVertices/s          | 크기 (MB)                                     | 대역폭 (GB/s)                   | 버스 유형                       | 버스 폭 (비트) | 성능 (GFLOPS) | TDP (와트) |
| --------------------------------- | -------------------------------------------------------------------- | ---------------------------- | ----------- | -------------------------------------------- | ------------------- | -------------------- | ------------------------------- | ---------- | ------------------------ | ------------------------ | ------------------------ | -------------------- | --------------------------------------------- | ------------------------------- | ------------------------------- | -------------- | ------------- | ---------- |
| 지포스 6100 + 엔포스 410          | 2005년 10월 20일                                                     | MCP51                        | TSMC 90 nm  |                                              | 하이퍼트랜스포트    | 425                  | 100–200 (DDR) 200–533 (DDR2)    | 2:1:2:1    | 850                      | 425                      | 850                      | 106.25               | 최대 256 시스템 RAM                           | 1.6–6.4 (DDR) 3.2–17.056 (DDR2) | DDR DDR2                        | 64 128         | ?             | ?          |
| 지포스 6150 SE + 엔포스 430       | 2006년 6월                                                           | MCP61                        | TSMC 90 nm  |                                              | 하이퍼트랜스포트    | 425                  | 200 400                         | 2:1:2:1    | 850                      | 425                      | 850                      | 106.25               | 최대 256 시스템 RAM                           | 3.2 16.0                        | DDR2                            | 64 128         | ?             | ?          |
| 지포스 6150 LE + 엔포스 430       | 2006년 6월                                                           | MCP61                        | TSMC 90 nm  | 100–200 (DDR) 200–533 (DDR2)                 | 하이퍼트랜스포트    | 425                  | 1.6–6.4 (DDR) 3.2–17.056 (DDR2) | 2:1:2:1    | 850                      | 425                      | 850                      | 106.25               | 최대 256 시스템 RAM                           | DDR DDR2                        | ?                               | 64 128         | ?             |            |
| 지포스 6150 + 엔포스 430          | 2005년 10월 20일                                                     | MCP51                        | TSMC 90 nm  | 100–200 (DDR) 200–533 (DDR2)                 | 하이퍼트랜스포트    |                      | 475                             | 2:1:2:1    | 950                      | 475                      | 950                      | 118.75               | 최대 256 시스템 RAM                           | DDR DDR2                        | 1.6–6.4 (DDR) 3.2–17.056 (DDR2) | 64 128         | ?             | ?          |
| 지포스 6200 LE                    | 2005년 4월 4일                                                       | NV44                         | TSMC 110 nm | 75 110                                       | AGP 8x PCIe x16     | 350                  | 266                             | 2:1:2:1    | 700                      | 700                      | 700                      | 87.5                 | 128 256                                       | 4.256                           | DDR                             | 64             | ?             | ?          |
| 지포스 6200A                      | 2005년 4월 4일                                                       | NV44A                        | TSMC 110 nm | 75 110                                       | AGP 8x PCI          | 300 350              | 250 (DDR) 250-333 (DDR2)        | 4:3:4:2    | 1,400                    | 700                      | 1400                     | 175 225              | 128 256 512                                   | 4 4-5.34 (DDR2)                 | DDR DDR2                        | 64             | ?             | ?          |
| 지포스 6200                       | 2004년 10월 12일 (PCIe) 2005년 1월 17일 (AGP)                        | NV43                         | TSMC 110 nm | 146 154                                      | AGP 8x PCI PCIe x16 | 300                  | 275                             | 4:3:4:4    | 1,200                    | 1,200                    | 1,200                    | 225                  | 128 256                                       | 8.8                             | DDR                             | 128            | 1.2           | 20         |
| 지포스 6200 터보캐시              | 2004년 12월 15일                                                     | NV44                         | TSMC 110 nm | 75 110                                       | PCIe x16            | 350                  | 200 275 350                     | 4:3:4:2    | 1,400                    | 700                      | 1,400                    | 262.5                | 128–256 시스템 RAM (온보드 16/32–64/128 포함) | 3.2 4.4 5.6                     | DDR                             | 64             | 1.4           | 25         |
| 지포스 6500                       | 2005년 10월 1일                                                      | NV44                         | TSMC 110 nm | 75 110                                       | PCIe x16            | 400                  | 333                             | 4:3:4:2    | 1,600                    | 800                      | 1,600                    | 300                  | 128 256                                       | 5.328                           | DDR                             | 64             | ?             | ?          |
| 지포스 6600 LE                    | 2005                                                                 | NV43                         | TSMC 110 nm | 146 154                                      | AGP 8x PCIe x16     | 300                  | 200                             | 4:3:4:4    | 1,200                    | 1,200                    | 1,200                    | 225                  | 128 256                                       | 6.4                             | DDR                             | 128            | 1.3           | ?          |
| 지포스 6600                       | 2004년 8월 12일                                                      | NV43                         | TSMC 110 nm | 146 154                                      | AGP 8x PCIe x16     | 300                  | 275 400                         | 8:3:8:4    | 2,400                    | 1,200                    | 2,400                    | 225                  | 128 256                                       | 8.8 12.8                        | DDR DDR2                        | 128            | 2.4           | 26         |
| 지포스 6600 GT                    | 2004년 8월 12일 (PCIe) 2004년 11월 14일 (AGP)                        | NV43                         | TSMC 110 nm | 146 154                                      | AGP 8x PCIe x16     | 500                  | 475 (AGP) 500 (PCIe)            | 8:3:8:4    | 4,000                    | 2,000                    | 4,000                    | 375                  | 128 256                                       | 15.2 (AGP) 16 (PCIe)            | GDDR3                           | 128            | 4.0           | 47         |
| 지포스 6800 LE                    | 2004년 7월 22일 (AGP) 2005년 1월 16일 (PCIe)                         | NV40 (AGP) NV41, NV42 (PCIe) | IBM 130 nm  | 222 287 (NV40) 222 225 (NV41) 198 222 (NV42) | AGP 8x PCIe x16     | 320 (AGP) 325 (PCIe) | 350                             | 8:4:8:8    | 2,560 (AGP) 2,600 (PCIe) | 2,560 (AGP) 2,600 (PCIe) | 2,560 (AGP) 2,600 (PCIe) | 320 (AGP) 325 (PCIe) | 128                                           | 22.4                            | DDR                             | 256            | 2.6           | ?          |
| 지포스 6800 XT                    | 2005년 9월 30일                                                      | NV40 (AGP) NV41, NV42 (PCIe) | IBM 130 nm  | 222 287 (NV40) 222 225 (NV41) 198 222 (NV42) | AGP 8x PCIe x16     | 300 (64 비트) 325    | 266 (64 비트) 350 500 (GDDR3)   | 8:4:8:8    | 2,400 2,600              | 2,400 2,600              | 2,400 2,600              | 300 325              | 256                                           | 4.256 11.2 22.4 32 (GDDR3)      | DDR DDR2 GDDR3                  | 64 128 256     | 2.6           | 36         |
| 지포스 6800                       | 2004년 4월 14일 (AGP) 2004년 11월 8일 (PCIe)                         | NV40 (AGP) NV41, NV42 (PCIe) | IBM 130 nm  | 222 287 (NV40) 222 225 (NV41) 198 222 (NV42) | AGP 8x PCIe x16     | 325                  | 350                             | 12:5:12:12 | 3,900                    | 3,900                    | 3,900                    | 406.25               | 128 256                                       | 22.4                            | DDR                             | 256            | 3.9           | 40         |
| 지포스 6800 GTO                   | 2004년 4월 14일                                                      | NV45                         | IBM 130 nm  | 222 287 (NV45)                               | PCIe x16            |                      | 450                             | 12:5:12:12 | 4,200                    | 4,200                    | 4,200                    | 437.5                | 256                                           | 28.8                            | GDDR3                           | 256            | ?             | ?          |
| 지포스 6800 GS                    | 2005년 12월 8일 (AGP) 2005년 11월 7일 (PCIe)                         | NV40 (AGP) NV42 (PCIe)       | TSMC 110 nm | 222 287 (NV40) 198 222 (NV42)                | AGP 8x PCIe x16     | 350 (AGP) 425 (PCIe) | 500                             | 12:5:12:12 | 5,100                    | 5,100                    | 5,100                    | 531.25               | 128 256                                       | 32                              | GDDR3                           | 256            | 4.2 5.1       | 59         |
| 지포스 6800 GT                    | 2004년 5월 4일 (AGP) 2004년 6월 28일 (PCIe)                          | NV40 (AGP) NV45 (PCIe)       | IBM 130 nm  | 222 287 (NV40) 222 287 (NV45)                | AGP 8x PCIe x16     | 350                  | 500                             | 16:6:16:16 | 5,600                    | 5,600                    | 5,600                    | 525                  | 128 256                                       | 32                              | GDDR3                           | 256            | 5.6           | 67         |
| 지포스 6800 Ultra                 | 2004년 5월 4일 (AGP) 2004년 6월 28일 (PCIe) 2005년 3월 14일 (512 MB) | NV40 (AGP) NV45 (PCIe)       | IBM 130 nm  | 222 287 (NV40) 222 287 (NV45)                | AGP 8x PCIe x16     | 400                  | 525 (512 MB) 550 (256 MB)       | 16:6:16:16 | 6,400                    | 6,400                    | 6,400                    | 600                  | 256 512                                       | 33.6 (512 MB) 35.2 (256 MB)     | GDDR3                           | 256            | 6.4           | 105        |
| 지포스 6800 Ultra Extreme Edition | 2004년 5월 4일                                                       | NV40                         | IBM 130 nm  | 222 287 (NV40)                               | AGP 8x              | 450                  | 600                             | 16:6:16:16 | 7,200                    | 7,200                    | 7,200                    | 675                  | 256                                           | 35.2                            | GDDR3                           | 256            | ?             | ?          |
| 모델                              | 출시                                                                 | 암호명                       | 제조 (nm)   | 트랜지스터 (백만) 다이 크기 (mm2)            | 버스 인터페이스     | 코어 클럭 (MHz)      | 메모리 클럭 (MHz)               | 코어 구성  | 필레이트                 | 필레이트                 | 필레이트                 | 필레이트             | 메모리                                        | 메모리                          | 메모리                          | 메모리         | 성능 (GFLOPS) | TDP (와트) |
| 모델                              | 출시                                                                 | 암호명                       | 제조 (nm)   | 트랜지스터 (백만) 다이 크기 (mm2)            | 버스 인터페이스     | 코어 클럭 (MHz)      | 메모리 클럭 (MHz)               | 코어 구성  | MOperations/s            | MPixels/s                | MTexels/s                | MVertices/s          | 크기 (MB)                                     | 대역폭 (GB/s)                   | 버스 유형                       | 버스 폭 (비트) | 성능 (GFLOPS) | TDP (와트) |

1. 1 2  픽셀 셰이더: 버텍스 셰이더: 텍스처 매핑 유닛: 렌더 출력 장치

### 특징
| 모델              | 특징        | 특징                                 | 특징                | 특징                   |
| 모델              | OpenEXR HDR | SLI                                  | 터보캐시            | 퓨어비디오 WMV9 디코딩 |
| ----------------- | ----------- | ------------------------------------ | ------------------- | ---------------------- |
| 지포스 6100       | 아니요      | 아니요                               | 아니요              | 제한됨                 |
| 지포스 6150 SE    | 아니요      | 아니요                               | 드라이버 측면에서만 | 제한됨                 |
| 지포스 6150       | 아니요      | 아니요                               | 아니요              | 예                     |
| 지포스 6150 LE    | 아니요      | 아니요                               | 드라이버 측면에서만 | 예                     |
| 지포스 6200       | 아니요      | 아니요                               | 예 (PCIe만 해당)    | 예                     |
| 지포스 6500       | 아니요      | 예                                   | 예                  | 예                     |
| 지포스 6600 LE    | 예          | 예 (SLI 커넥터 없음)                 | 아니요              | 예                     |
| 지포스 6600       | 예          | 예 (SLI 커넥터 또는 PCIe 인터페이스) | 아니요              | 예                     |
| 지포스 6600 DDR2  | 예          | 예 (SLI 커넥터 또는 PCIe 인터페이스) | 아니요              | 예                     |
| 지포스 6600 GT    | 예          | 예                                   | 아니요              | 예                     |
| 지포스 6800 LE    | 예          | 아니요                               | 아니요              | 아니요                 |
| 지포스 6800 XT    | 예          | 예 (PCIe만 해당)                     | 아니요              | 예 (NV42만 해당)       |
| 지포스 6800       | 예          | 예 (PCIe만 해당)                     | 아니요              | 예 (NV41, NV42만 해당) |
| 지포스 6800 GTO   | 예          | 예                                   | 아니요              | 아니요                 |
| 지포스 6800 GS    | 예          | 예 (PCIe만 해당)                     | 아니요              | 예 (NV42만 해당)       |
| 지포스 6800 GT    | 예          | 예 (PCIe만 해당)                     | 아니요              | 아니요                 |
| 지포스 6800 Ultra | 예          | 예 (PCIe만 해당)                     | 아니요              | 아니요                 |

### 지포스 Go 6 (Go 6xxx) 시리즈
| 모델                           | 출시            | 암호명 | 제조 (nm) | 버스 인터페이스  | 코어 클럭 (MHz) | 메모리 클럭 (MHz) | 코어 구성1 | 필레이트      | 필레이트  | 필레이트  | 필레이트    | 메모리             | 메모리        | 메모리         | 메모리         |
| 모델                           | 출시            | 암호명 | 제조 (nm) | 버스 인터페이스  | 코어 클럭 (MHz) | 메모리 클럭 (MHz) | 코어 구성1 | MOperations/s | MPixels/s | MTexels/s | MVertices/s | 크기 (MB)          | 대역폭 (GB/s) | 버스 유형      | 버스 폭 (비트) |
| ------------------------------ | --------------- | ------ | --------- | ---------------- | --------------- | ----------------- | ---------- | ------------- | --------- | --------- | ----------- | ------------------ | ------------- | -------------- | -------------- |
| 지포스 Go 6100 + 엔포스 Go 430 | 알 수 없음      | C51M   | 110       | 하이퍼트랜스포트 | 425             | 시스템 메모리     | 2:1:2:1    | 850           | 425       | 850       | 106.25      | 최대 128 MB 시스템 | 시스템 메모리 | DDR2           | 64/128         |
| 지포스 Go 6150 + 엔포스 Go 430 | 2006년 2월 1일  | C51M   | 110       | 하이퍼트랜스포트 | 425             | 시스템 메모리     | 2:1:2:1    | 850           | 425       | 850       | 106.25      | 최대 128 MB 시스템 | 시스템 메모리 | DDR2           | 64/128         |
| 지포스 Go 6200                 | 2006년 2월 1일  | NV44M  | 110       | PCIe x16         | 300             | 600               | 4:3:4:2    | 1200          | 600       | 1200      | 225         | 16                 | 2.4           | DDR            | 32             |
| 지포스 Go 6400                 | 2006년 2월 1일  | NV44M  | 110       | PCIe x16         | 400             | 700               | 4:3:4:2    | 1600          | 800       | 1600      | 250         | 16                 | 5.6           | DDR            | 64             |
| 지포스 Go 6600                 | 2005년 9월 29일 | NV43M  | 110       | PCIe x16         | 300             | 700               | 8:3:8:4    | 3000          | 1500      | 3000      | 281.25      | 128                | 11.2          | DDR            | 128            |
| 지포스 Go 6800                 | 2004년 11월 8일 | NV41M  | 130       | PCIe x16         | 300             | 700 1100          | 12:5:12:12 | 3000          | 1500      | 3000      | 375         | 128                | 22.4 35.2     | DDR, DDR2 DDR3 | 256            |
| 지포스 Go 6800 Ultra           | 2005년 2월 24일 | NV41M  | 130       | PCIe x16         | 450             | 700 1100          | 12:5:12:12 | 5400          | 3600      | 5400      | 562.5       | 256                | 22.4 35.2     | DDR, DDR2 DDR3 | 256            |

- 1 픽셀 셰이더: 버텍스 셰이더: 텍스처 매핑 유닛: 렌더 출력 장치

## 지원 종료
엔비디아는 지포스 6 시리즈에 대한 드라이버 지원을 중단했다. 지포스 6 시리즈는 윈도우 9x 계열 운영 체제와 윈도우 NT 4.0을 지원하는 마지막 제품이다. 후속 지포스 7 시리즈는 윈도우 2000 이후 버전만 지원한다(윈도우 8 드라이버는 윈도우 10도 지원한다).
- 윈도우 95: 2004년 12월 16일 출시된 66.94; 다운로드
- 윈도우 NT 4.0: 2005년 6월 22일 출시된 77.72; 다운로드
- 윈도우 98 & Me: 2005년 12월 21일 출시된 81.98; 다운로드
- 윈도우 2000: 2006년 5월 17일 출시된 94.24; 다운로드
- 윈도우 XP 32비트 & 미디어 센터 에디션: 2013년 2월 25일 출시된 307.83; 다운로드
- 윈도우 XP 64비트: 2013년 2월 25일 출시된 307.83; 다운로드
- 윈도우 비스타, 7 & 8 32비트: 2015년 2월 24일 출시된 309.08; 다운로드
- 윈도우 비스타, 7 & 8 64비트: 2015년 2월 24일 출시된 309.08; 다운로드

## 같이 보기
- 지포스 FX 시리즈
- 지포스 7 시리즈
- 스케일러블 링크 인터페이스